# ジュール・オッペール
ジュール・オッペール（フランス語: Jules Oppert、1825年7月9日 - 1905年8月21日）は、ドイツ生まれのフランスの考古学者、東洋学者。楔形文字碑文の解読で特によく知られる。

## 略歴
オッペールはハンブルクのユダヤ人の家庭に生まれた。1844年にハイデルベルク大学に入学して、はじめ法律を専攻したが、東洋学に興味を持ってボン大学、ベルリン大学、キール大学で学んだ。1847年に論文『古代ペルシア語の音体系』を書いて注目された。キール大学の博士の学位を得た後にフランスへ渡り、ラヴァルとランスのリセでドイツ語を教えながら東洋学の研究を行った。
1851年から1854年まで、フランス政府によるメソポタミア考古発掘調査に参加し、バビロンの発掘を指揮して、多くの粘土板を得た。オッペールは古代のバビロンの位置を同定した。帰国後にフランスに帰化し、報告書『メソポタミアの科学的探検』(2巻)を編纂した。
1855年には公共教育省によって大英博物館所蔵のアッシリア遺物調査のために派遣された。翌年帰国し、レジオンドヌール勲章を授与された。さらに1885年にはオフィシエを受章した。
1857年から東洋現代語学校で比較言語学とサンスクリットの教授として働いた。このときにサンスクリットの文法書を出版している。
1869年にコレージュ・ド・フランスのアッシリア学の講師をつとめ、1874年にアッシリア文献学・考古学の教授に就任した。1881年に碑文・文芸アカデミーの会員に選ばれ、1890年にその副会長、1891年に会長に就任した。
1905年、パリで没した。

## 業績
オッペールはヘンリー・ローリンソンやエドワード・ヒンクスと並ぶ楔形文字解読の先駆者であった。1857年に楔形文字の解読が正しいことを証明するために、未解読の碑文を4人で別々に翻訳して照らしあわせる有名な実験が行われたとき、オッペールはローリンソン・ヒンクス・タルボットとともにこの実験に参加した。
古代ペルシア楔形文字の読み方について、オッペールは1851年の論文でそれまで読めなかった文字が l であることを明らかにした。
アッカド語楔形文字について、オッペールは大英博物館の所蔵するニムルドの遺物の中に字音表があることを発見し、同じ楔形文字が複数の異なる語を表すことを明らかにした。
オッペールは、ヒンクスやローリンソンと同様に、楔形文字を発明したのはセム語派ではない別の言語を話す民族だと考えた。この仮説はなかなか認められなかったが、1877年にド・サルゼックがラガシュ国のギルス（テルロー）遺跡を発見し、それまで仮説上の存在であったシュメール人の実在が確認された。
オッペールは今でいうエラム語を「メディア語」と呼び、1879年に研究書『メディア人とその言語』を出版した。

## 家族・親族
- 弟：朝鮮でオッペルト事件を起こしたことで有名なエルンスト・ヤーコプ・オッペルト。

## 主要な著書
オッペールは大量の著作を残し、1902年までに書いた論文の数は427にのぼる。
- Les inscriptions des Achéménides conçues dans l’idiome des anciens Perses. Paris: Imprimerie nationale. (1851).（古代ペルシア楔形文字碑文）
- Expédition scientifique en Mésopotamie. 1. Paris: Imprimerie Impériale. (1863) 第2巻(1859)（メソポタミアの科学的探検）
- Éléments de la grammaire assyrienne (2nd ed.). Paris: Libraire A. Franck. (1868) [1860]（アッシリア語文法の基礎）
- Histoire des empires de Chaldée & d’Assyrie. Versailles: Beau Jeune. (1865)
- L’Immortalité de l’âme chez les Chaldéens. Paris: Maisonneuve et cie. (1875)
- Salomon et ses successeurs. Paris: Maisonneuve et cie. (1877)
- Documents juridiques de l’Assyrie et de la Chaldée. Paris: Maisonneuve et cie. (1877)（J. Menant と共著）
- Le Peuple et la langue des Mèdes. Paris: Maisonneuve et cie. (1879)（メディア人とその言語）